# قطعنامه ۳۹۴ شورای امنیت
قطعنامه ۳۹۴ شورای امنیت سازمان ملل متحد که در تاریخ ۱۶ اوت ۱۹۷۶ تصویب شد، سندی بین‌المللی دربارهٔ پذیرش اعضای جدید سازمان ملل متحد: سیشل است. این قطعنامه طی نشست ۱٬۹۵۲ام با ۱۵ موافق، ۰ مخالف و ۰ ممتنع تصویب شد.